# Comuna Stăuceni, Botoșani
Stăuceni este o comună în județul Botoșani, Moldova, România, formată din satele Siliștea, Stăuceni (reședința), Tocileni și Victoria.

## Demografie
Componența etnică a comunei Stăuceni
     Români (95,74%)
     Alte etnii (4,26%)
Componența confesională a comunei Stăuceni
     Ortodocși (91,48%)
     Penticostali (3,98%)
     Alte religii (0,23%)
     Necunoscută (4,31%)
Conform recensământului efectuat în 2021, populația comunei Stăuceni se ridică la 3.873 de locuitori, în creștere față de recensământul anterior din 2011, când fuseseră înregistrați 3.619 locuitori. Majoritatea locuitorilor sunt români (95,74%). Din punct de vedere confesional, majoritatea locuitorilor sunt ortodocși (91,48%), cu o minoritate de penticostali (3,98%), iar pentru 4,31% nu se cunoaște apartenența confesională.

## Politică și administrație
Comuna Stăuceni este administrată de un primar și un consiliu local compus din 13 consilieri. Primarul, Cozmin-Iulian Epuraș[*], de la Partidul Social Democrat, este în funcție din octombrie 2020. Începând cu alegerile locale din 2024, consiliul local are următoarea componență pe partide politice:
|  | Partid                          | Consilieri | Componența Consiliului | Componența Consiliului | Componența Consiliului | Componența Consiliului | Componența Consiliului | Componența Consiliului | Componența Consiliului | Componența Consiliului | Componența Consiliului |
|  | ------------------------------- | ---------- | ---------------------- | ---------------------- | ---------------------- | ---------------------- | ---------------------- | ---------------------- | ---------------------- | ---------------------- | ---------------------- |
|  | Partidul Social Democrat        | 9          |                        |                        |                        |                        |                        |                        |                        |                        |                        |
|  | Alianța pentru Unirea Românilor | 2          |                        |                        |                        |                        |                        |                        |                        |                        |                        |
|  | Partidul Național Liberal       | 2          |                        |                        |                        |                        |                        |                        |                        |                        |                        |

## Personalități născute aici
- Teoctist Arăpașu (1915 - 2007), fost patriarh al Bisericii Ortodoxe Române între anii 1986-2007.

Dumitru Furtună (1890-1965), preot, istoric, publicist.